# Рейды Палмера
Рейды Палмера — серия силовых акций, предпринятых министерством юстиции США и иммиграционными властями в 1918—1921 годах и направленных против радикальных левых, в основном анархистов и синдикалистов. Проводились под руководством Генерального прокурора США Александра Палмера. Из США было депортировано более 500 иностранных граждан, включая нескольких видных лидеров левого движения, а также арестовано более 3 тысяч человек.

## История

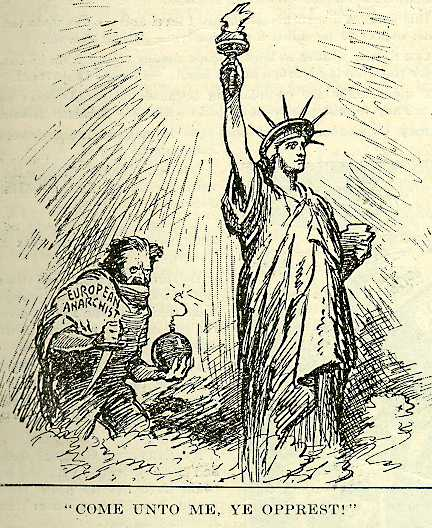
Политическая карикатура 1919 г.: «Европейский анархизм» пытается уничтожить американскую свободу

Преследование левых политических группировок началось ещё во время Первой мировой войны, но усилилось после её окончания, когда на сцену вышел Луиджи Галлеани и Америку потрясла серия взрывов, организованных анархистами. Свою роль сыграла и реакция на Октябрьскую революцию в России. В 1919 году Палата представителей Конгресса США лишила мандата социалиста Виктора Бергера, представлявшего штат Висконсин, в вину которому были поставлены приверженность социалистическим взглядам, немецкое происхождение и антивоенные настроения.
2 июня 1919 года произошла серия взрывов в восьми городах США, включая Вашингтон, где одной бомбой был поврежден дом Палмера, а другая взорвалась недалеко от места, где в тот момент находился Франклин Рузвельт. На месте взрывов были найдены послания террористов, что позволило американским СМИ обвинить в организации терактов людей с левыми взглядами.
Используя поддержку Конгресса и общественного мнения, Палмер и его 24-летний помощник Эдгар Гувер организовали серию рейдов против известных радикалов и левых, используя Закон о шпионаже 1917 и Закон о подстрекательстве к мятежу 1918. Виктор Бергер был приговорен к 20 годам тюремного заключения за подстрекательство к мятежу (Верховный Суд США позднее снял эти обвинения). Радикальный анархист Луиджи Галлеани и восемь его сподвижников были депортированы в июне 1919, через три недели после серии взрывов. У властей не имелось серьёзных улик против Галлеани, но он был знаком с одним из анархистов, погибших при взрыве, а также был автором самоучителя по сборке самодельных взрывных устройств.
Эдгар Гувер создал в составе Следственного бюро Министерства юстиции новое подразделение — Отдел общей разведки (англ. General Intelligence Division). К октябрю 1919 года отдел Гувера собрал досье почти на 150 тыс. человек. Используя эти данные, 7 ноября 1919 года Палмер провёл серию внезапных нападений на офисы профсоюзов и коммунистических и социалистических организаций, на проведение которых не было получено ордеров на обыски и аресты. В ходе этих акций особое внимание уделялось лицам с иностранным происхождением, по которым была информация об их сочувствии революционным или анархистским настроениями.
В декабре 1919 агенты Палмера арестовали 249 человек, включая известных радикальных активистов-анархистов Эмму Гольдман и Александра Беркмана, посадили их на пароход и отправили в Советскую Россию (пароход Buford пресса окрестила «советским ковчегом»). В январе 1920 было арестовано почти 6 тыс. человек, в основном члены союза «Индустриальные рабочие мира». В ходе другого рейда только за одну ночь было арестовано более 4 тыс. человек. Все иностранцы из числа задержанных были депортированы в соответствии с Законом об анархизме. К январю 1920 Палмером и Гувером были организованы крупнейшие массовые аресты в истории США, жертвами которых стали не меньше 10 тыс. человек.
Однако общественное мнение одобряло эти действия Палмера, поскольку было слишком запугано угрозой коммунизма.
В 1920 Палмер предсказал, что 1 мая в стране начнётся коммунистическая революция, но ошибся. Однако 16 сентября того же года серия взрывов потрясла Уолл-стрит (Взрыв на Уолл-стрит), погибло 33 человека и около 400 человек ранено. Виновные в этом преступлении найдены не были, хотя его и пытались связать с анархистами вообще и высланным ранее Луиджи Галлеани в частности. На волне популярности Палмер принял участие в президентских выборах, однако он не был утвержден конвентом Демократической партии в качестве официального кандидата и подал в отставку. С его уходом «рейды Палмера» прекратились.